# عبد الرحيم عنبران قلم

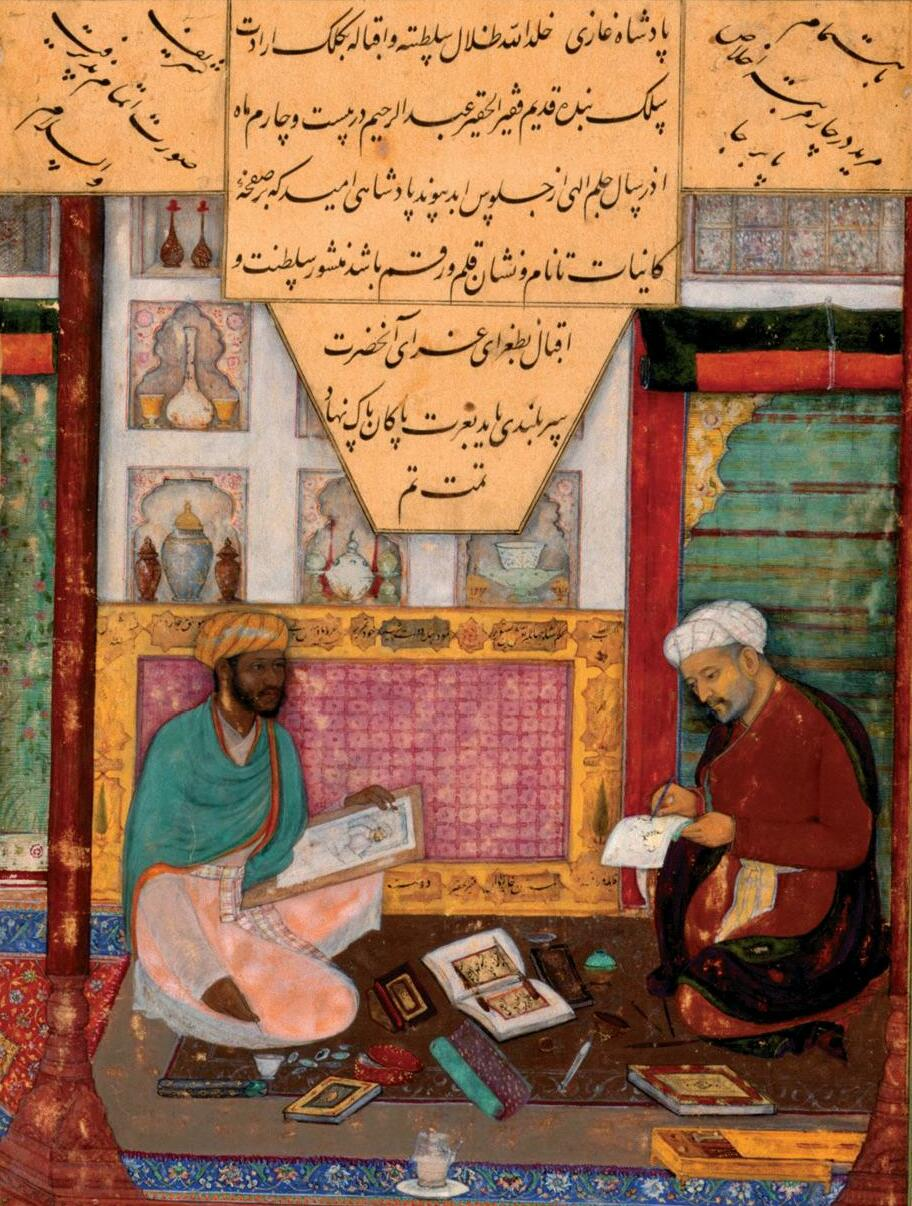
في الصورة هنا (على اليمين) بجانب الفنان دولت أثناء قيامهم بتجميع نسخة من خمسة نظامي. في الأعلى عنوان الكتاب بخط عبد الرحيم.

عبد الرحيم عنبران قلم كان خطاطًا هنديًا عاش في بلاط سلطنة مغول الهند في أواخر القرن العاشر إلى القرن الحادي عشر الميلادي. كان من مدينة هرات، لكنه في شبابه ذهب إلى الهند ودخل في خدمة عبد الرحيم خان خانان [الإنجليزية]
. اكتسب شهرة كبيرة بخطه الجميل في النستعليق. وبعد سنوات قليلة، قدمه خان خانان إلى بلاط السلطان أكبر، حيث كُلف عنبران قلم بكتابة العديد من المخطوطات.

## طالع أيضًا
- خمسة نظامي (المكتبة البريطانية، الطبعة 12208)
- الدين الإلهي